# Doru Păcurar
Doru Păcurar (n. 26 aprilie 1954, Timișoara) este un scenograf și pictor român.

## Biografie și expoziții
Studii: Institutul de Arte Plastice, “Nicolae Grigorescu” București, secția scenografie, promoția 1978.
Membru al UAP din România, din 1990.
Expoziții personale:
1983 “Peștii” Galeria ALFA Arad.
Expoziții cu program:
1980 “Estetica Urbană”1, Galeria ALFA, Arad.
1981 “Copacul” 1, Galeria ALFA Arad.
1982 “Copacul “2, Galeria ALFA Arad.
1982 “Copacul” 2 la Galeria HELIOS, Timișoara.
1982 ”Medium” 1, Muzeul de Artă, Sf. Gheorghe.
Expoziții republicane:
1982 Republicana de pictură și sculptură,
Sala DALLES București.
1982 Trienala Națională de Scenografie, Sala
DALLES București.
1984 Bienala Națională a Tineretului, Muzeul
Unirii Alba Iulia.
1985 Trienala Națională de Scenografie, Sala
DALLES București.
1987 Bienala Națională a Tineretului, Galeriile
UAP, Baia Mare.
1995 Bienala Națională de Desen, Galeria
Națională DELTA, Arad.
1995 Expoziția “Strângeri de mâini” Galeria
Națională DELTA Arad.
Expoziții de grup: din anul 1980 participă la
majoritatea expozițiilor organizate de Filiala UAP
în Arad și în țară.
Alte activități:
Lucrează la Teatrul de Stat Arad, ca scenograf,
din 1979, montând 58 de spectacole, cu 8
regizori.
“Proștii sub clar de lună”, premiu pentru
spectacol, regizor Dominic Dembinski, Teatrul de
Stat Arad.
“Valiza cu fluturi”, regizor M. Moldovan,
Teatrul de Stat Arad,
“Traversarea Niagarei” - premiu pentru
spectacol, regizor Ștefan Iordănescu, Teatrul de
Stat Arad.
Spectacole mai importante:
“Noaptea încurcăturilor”, regia Ștefan
Iordănescu, Teatrul de Stat Arad.
“Omul nu-i supus mașinii”, regia Ștefan
Iordănescu, Teatrul de Stat Arad.
“Troilus și Cresida”, regia Ștefan Iordănescu,
Teatrul Dramatic, Piatra Neamț.
Premii: 1985, Premiul III pentru scenografie,
faza republicană

## Lucrări și cronică
|  | Doru Păcurar suplinește printr-un evident hedonism creativ o anume inconsecvență a efortului. Pregătirea și activitatea sa de scenograf nu satisfac în întregime nevoia de exprimare a acestui spirit boem și extravagant. Un nestăvilit entuziasm îl călăuzește, de aceea, înspre grafica publicitară (savuroase afișe de spectacol), către pictură și grafica de șevalet. Senzualitatea și lirismul unei imaginații libere își găsesc exprimarea deplină în culoare. Chiar și în exercițiile de alb și negru, bicromiile afișelor, în desen sau în exercițiul de logică constructivă al scenografiilor, Doru Păcurar este credincios unei viziuni picturale. Culoarea, valorația, rafinamentul tonal sunt căile de exprimare a unei bucurii neumbrite. Plăcerea gestului creator de trasee și suprafețe colorate este evidentă. Artistul lucrează fără gânduri ascunse și cu izbucniri spontane, dezgropând însă astfel impulsuri profunde ale temperamentului și sentimentelor. | — 1985 Călin Dan |